# 1963 год в спорте
Список 1963 год в спорте перечисляет спортивные события, произошедшие в 1963 году.

## СССР
- Чемпионат СССР по самбо 1963;
- Чемпионат СССР по русским шашкам 1963;
- Чемпионат СССР по хоккею с мячом 1962/1963;
- Чемпионат СССР по хоккею с мячом 1963/1964;

### Летняя Спартакиада народов СССР 1963
- Бокс на летней Спартакиаде народов СССР 1963;
- Волейбол на летней Спартакиаде народов СССР 1963 — женщины;
- Волейбол на летней Спартакиаде народов СССР 1963 — мужчины;
- Вольная борьба на летней Спартакиаде народов СССР 1963;
- Классическая борьба на летней Спартакиаде народов СССР 1963;
- Лёгкая атлетика на летней Спартакиаде народов СССР 1963;

### Шахматы
- Первенство СССР между командами союзных республик по шахматам 1963;
- Чемпионат СССР по шахматам 1963;

### Футбол
- Кубок СССР по футболу 1963;
- Чемпионат СССР по футболу 1963;
- Чемпионат Латвийской ССР по футболу 1963;
- ФК «Спартак» Москва в сезоне 1963;
- Созданы клубы:
  - АДК;
  - «Ангара» (Ангарск);
  - «Волга» (Горький);
  - «Восток»;
  - «Гандзасар» (Капан);
  - «Дружба» (Майкоп);
  - «Карпаты» (Львов);
  - «Нафтан»;
  - «Нефтяник» (Ярославль);
  - «Кэмпбеллтаун Сити»

### Хоккей с шайбой
- Чемпионат СССР по хоккею с шайбой 1962/1963;
- Чемпионат СССР по хоккею с шайбой 1963/1964;
- Созданы клубы:
  - «Брянск»;
  - «Динамо» (Киев);
  - «Сокол» (Киев);
  - «Шахтёр» (Прокопьевск);

## Международные события
- GANEFO;
- Летняя Универсиада 1963;
- Мировая серия 1963;
- Панамериканские игры 1963;
  - Волейбол на Панамериканских играх 1963;
  - Футбол на Панамериканских играх 1963;
- Средиземноморские игры 1963;
- Чемпионат Европы по фигурному катанию 1963;

### Чемпионаты мира
- Чемпионат мира по биатлону 1963;
- Чемпионат мира по конькобежному спорту в классическом многоборье 1963;
- Чемпионат мира по фигурному катанию 1963;
- Чемпионат мира по хоккею с мячом 1963;
- Чемпионат мира по хоккею с шайбой 1963;
- Чемпионат мира по художественной гимнастике 1963;

### Баскетбол
- Кубок чемпионов ФИБА 1962/1963;
- Кубок чемпионов ФИБА 1963/1964;
- НБА в сезоне 1962/1963;
- НБА в сезоне 1963/1964;
- Чемпионат Италии по баскетболу 1962/1963;
- Чемпионат Италии по баскетболу 1963/1964;
- Чемпионат мира по баскетболу 1963;
- Создан клуб «Гран-Канария»;

### Волейбол
- Волейбол на летних Олимпийских играх 1964 (квалификация);
- Чемпионат Европы по волейболу среди женщин 1963;
- Чемпионат Европы по волейболу среди мужчин 1963;

### Футбол
- Матчи сборной СССР по футболу 1963;

#### Международные события
- Кубок африканских наций 1963;
- Кубок европейских чемпионов 1962/1963;
  - Финал Кубка европейских чемпионов 1963;
- Кубок европейских чемпионов 1963/1964;
- Кубок Либертадорес 1963;
- Кубок обладателей кубков УЕФА 1962/1963;
  - Финал Кубка обладателей кубков УЕФА 1963;
- Кубок обладателей кубков УЕФА 1963/1964;
- Кубок чемпионов КОНКАКАФ 1963;
- Кубок ярмарок 1962/1963;
- Кубок ярмарок 1963/1964;
- Малый Кубок мира 1963;
- Международный футбольный кубок 1962/1963;
- Международный футбольный кубок 1963/1964;
- Футбольный матч Англия — сборная мира (1963);
- Чемпионат Европы по футболу 1964 (отборочный турнир);

#### Национальные чемпионаты
- Финал Кубка Англии по футболу 1963;
- Финал Кубка шотландской лиги 1963;
- Чемпионат Албании по футболу 1962/1963;
- Чемпионат Албании по футболу 1963/1964;
- Чемпионат Египта по футболу 1962/1963;
- Чемпионат Египта по футболу 1963/1964;
- Чемпионат Ирландии по футболу 1962/1963;
- Чемпионат Ирландии по футболу 1963/1964;
- Чемпионат Кипра по футболу 1962/1963;
- Чемпионат Кипра по футболу 1963/1964;
- Чемпионат Колумбии по футболу 1963;
- Чемпионат Нидерландов по футболу 1962/1963;
- Чемпионат Нидерландов по футболу 1963/1964;
- Чемпионат Португалии по футболу 1962/1963;
- Чемпионат Португалии по футболу 1963/1964;
- Чемпионат Северной Ирландии по футболу 1962/1963;
- Чемпионат Северной Ирландии по футболу 1963/1964;
- Чемпионат Уругвая по футболу 1963;
- Чемпионат Франции по футболу 1962/1963;
- Чемпионат Франции по футболу 1963/1964;
- Чемпионат ФРГ по футболу 1963/1964;
- Чемпионат Швейцарии по футболу 1962/1963;
- Чемпионат Швейцарии по футболу 1963/1964;
- Созданы клубы:
  - «Аль-Шола»;
  - «Бурсаспор»;
  - «Воксхолл Моторс»;
  - «Дайнамоз» Хараре;
  - «Депортес Овалье»;
  - «Икаса»;
  - «Ипиранга» (Макапа);
  - «Пандурий»;
  - «Пантракикос»;
  - ПАС (Тегеран);
  - ПАС (Хамадан);
  - «Персеполис»;
  - «Сан-Матеус»;
  - «Телстар»;
  - «Уэллинг Юнайтед»;
  - «Энней Юнайтед»;
  - «Эшен-Маурен»;

##### Испания
- Кубок Испании по футболу 1962/1963;
- Кубок Испании по футболу 1963/1964;
- Чемпионат Испании по футболу 1962/1963;
- Чемпионат Испании по футболу 1963/1964;
- Созданы клубы:
  - «Атлетико Мадрид Б»;
  - «Ноха»;

### Хоккей с шайбой
- Драфт НХЛ 1963;
- Матч всех звёзд НХЛ 1963;
- НХЛ в сезоне 1962/1963;
- НХЛ в сезоне 1963/1964;
- Чемпионат мира по хоккею с шайбой 1963;
- Созданы клубы:
  - «ГКС Ястшембе»;
  - «Лёренскуг»;
  - «Сённерйюск»;
  - «Тонсберг Викингс»;

### Шахматы
- Женская шахматная олимпиада 1963;
- Кубок Пятигорского 1963;
- Матч за звание чемпиона мира по шахматам 1963;

## Формула-1 в сезоне 1963
- Гран-при Бельгии 1963 года;
- Гран-при Великобритании 1963 года;
- Гран-при Германии 1963 года;
- Гран-при Италии 1963 года;
- Гран-при Мексики 1963 года;
- Гран-при Монако 1963 года;
- Гран-при Нидерландов 1963 года;
- Гран-при США 1963 года;
- Гран-при Франции 1963 года;
- Гран-при ЮАР 1963 года;

## Персоналии

### Родились
- 17 августа — Марица Мартен, кубинская легкоатлетка, олимпийская чемпионка в метании диска 1992 года;
- 29 декабря — Эдельханов, Умар Айндиевич, советский и российский штангист.